# سارة أرونز
سارة أرونز (بالإنجليزية: Sarah Aarons)‏ هي موسيقية وكاتبة غنائية أسترالية، ولدت في 4 أكتوبر 1994 في ملبورن في أستراليا.

## وصلات خارجية
- سارة أرونز على موقع IMDb (الإنجليزية)
- سارة أرونز على موقع ميوزك برينز (الإنجليزية)